# The Suburbs (album)
The Suburbs là album phòng thu thứ ba của ban nhạc indie rock Canada Arcade Fire, phát hành vào tháng 8 năm 2010. Album ra mắt ở vị trí số 1 trên các bảng xếp hạng Irish Albums Chart, UK Albums Chart, US Billboard 200, và Canadian Albums Chart. The Suburbs thắng Giải Grammy cho Album của năm tại Giải Grammy lần thứ 53, album quốc tế hay nhất tại BRIT Awards 2011, Album của năm tại Juno Awards 2011, và giải Polaris Music Prize cho album Canada hay nhất. Hai tuần sau khi giành giải Grammy cho Album của năm, album đã nhảy từ vị trí thứ 52 lên vị trí thứ 12 trên bảng xếp hạng Billboard 200.

## Tiếp nhận phê bình
| Đánh giá chuyên môn  | Đánh giá chuyên môn |
| Điểm trung bình      | Điểm trung bình     |
| Nguồn                | Đánh giá            |
| -------------------- | ------------------- |
| Metacritic           | 87/100              |
| Nguồn đánh giá       |                     |
| Nguồn                | Đánh giá            |
| Allmusic             | [ 6 ]               |
| The A.V. Club        | (A-)                |
| BBC Music            | [ 5 ] [ 8 ]         |
| Robert Christgau     | (A-)                |
| Entertainment Weekly | (A-)                |
| NME                  | (9/10)              |
| Pitchfork Media      | (8.6/10)            |
| Rolling Stone        | [ 13 ]              |
| Slant Magazine       | [ 14 ]              |
| Now Magazine         | [ 15 ]              |
| Spin                 | (9/10)              |
| Q                    | [ 17 ]              |
| musicOMH             | [ 18 ]              |

Album nhận được sự ca ngợi từ các nhà phê bình. Tại Metacritic, trên thang điểm 100 album nhận được điểm trung bình là 87, dựa trên 43 đánh giá.

### Danh hiệu
Album giành được Album của năm tại giải thưởng Juno và lễ trao giải Grammy lần thứ 53, đề cử cho giải Grammmy cho Album alternative xuất sắc nhất, giành Album quốc tế xuất sắc nhất tại BRIT Awards 2011 và cũng như nhiều danh sách album hay nhất năm:
- #1 – BBC 6 Music's Top 50 albums of the year[19]
- #1 – Clash Magazine's Top 40 Albums of 2010[20]
- #1 – Exclaim!'s Top 20 Albums of 2010[21]
- #1 – Q Magazine's Top 50 Albums of 2010[22]
- #1 – Triple J Listeners' Top 10 Albums[23]
- #2 – Billboard's Top 10 Albums of 2010[24]
- #2 – Magnet's Top 20 Albums of 2010[25]
- #2 – NME's Top 75 Albums of 2010[26]
- #2 – Relevant Magazine's Top 10 Albums of 2010[27]
- #2 – Stereogum's Top 50 Albums of 2010[28]
- #2 – Time's Top 10 Albums of 2010[29]
- #2 – Under the Radar's Top 50 Albums of 2010[30]
- #3 – Spin's 40 Best Albums of 2010[31]
- #4 – MTV's 20 Best Albums of 2010[32]
- #4 – Rolling Stone's 30 Best Albums of 2010[33]
- #7 – Paste Magazine's 50 Best Albums of 2010[34]
- #9 – American Songwriter's Top 50 Albums of 2010[35]
- #11 – Drowned in Sound's Albums of the Year[36]
- #11 – Pitchfork Media's Top 50 Albums of 2010[37]
- #21 – Rough Trade Shops's Albums of the Year (UK)[38]
- #23 – Robert Christgau's 2010 Dean's List[39]
- Glide Magazine's Top 20 Albums of 2010[40]
- NPR's 50 Favorite Albums of 2010[41]

## Danh sách bài hát
Tất cả các ca khúc được viết bởi Sarah Neufeld, Richard Reed Parry, Jeremy Gara, Win Butler, Will Butler, Régine Chassagne & Tim Kingsbury.
| STT | Nhan đề                                  | Thời lượng |
| --- | ---------------------------------------- | ---------- |
| 1.  | "The Suburbs"                            | 5:15       |
| 2.  | "Ready to Start"                         | 4:15       |
| 3.  | "Modern Man"                             | 4:39       |
| 4.  | "Rococo"                                 | 3:56       |
| 5.  | "Empty Room"                             | 2:51       |
| 6.  | "City with No Children"                  | 3:11       |
| 7.  | "Half Light I"                           | 4:13       |
| 8.  | "Half Light II (No Celebration)"         | 4:25       |
| 9.  | "Suburban War"                           | 4:45       |
| 10. | "Month of May"                           | 3:50       |
| 11. | "Wasted Hours"                           | 3:20       |
| 12. | "Deep Blue"                              | 4:28       |
| 13. | "We Used to Wait"                        | 5:01       |
| 14. | "Sprawl I (Flatland)"                    | 2:54       |
| 15. | "Sprawl II (Mountains Beyond Mountains)" | 5:25       |
| 16. | "The Suburbs (continued)"                | 1:27       |

| Deluxe edition bonus tracks | Deluxe edition bonus tracks                   | Deluxe edition bonus tracks |
| STT                         | Nhan đề                                       | Thời lượng                  |
| --------------------------- | --------------------------------------------- | --------------------------- |
| 17.                         | "Culture War"                                 | 5:14                        |
| 18.                         | "Speaking in Tongues" (featuring David Byrne) | 3:51                        |
| 19.                         | "Ready to Start" (Damian Taylor remix)        | 7:52                        |
| 20.                         | "Sprawl I" (Demo)                             | 2:55                        |

## Bảng xếp hạng và chứng nhận
| Bảng xếp hạng (2010)                     | Vị trí cao nhất |
| ---------------------------------------- | --------------- |
| Album Úc (ARIA)                          | 6               |
| Album Áo (Ö3 Austria)                    | 10              |
| Album Bỉ (Ultratop Vlaanderen)           | 1               |
| Album Bỉ (Ultratop Wallonie)             | 4               |
| Album Canada (Billboard)                 | 1               |
| Album Đan Mạch (Hitlisten)               | 2               |
| Album Hà Lan (Album Top 100)             | 4               |
| Album Phần Lan (Suomen virallinen lista) | 5               |
| Album Pháp (SNEP)                        | 3               |
| Album Đức (Offizielle Top 100)           | 4               |
| Album Hy Lạp (IFPI)                      | 2               |
| Album Ireland (IRMA)                     | 1               |
| Album Ý (FIMI)                           | 17              |
| Album México (Top 100 Mexico)            | 2               |
| Album New Zealand (RMNZ)                 | 3               |
| Album Na Uy (VG-lista)                   | 1               |
| Album Bồ Đào Nha (AFP)                   | 1               |
| Album Tây Ban Nha (PROMUSICAE)           | 2               |
| Album Thụy Điển (Sverigetopplistan)      | 8               |
| Album Thụy Sĩ (Schweizer Hitparade)      | 3               |
| Album Anh Quốc (OCC)                     | 1               |
| Album Hoa Kỳ Billboard 200               | 1               |

| Bảng xếp hạng (2010)  | Vị trí |
| --------------------- | ------ |
| UK Albums Chart       | 57     |
| US Billboard 200      | 80     |
| Bảng xếp hạng (2011)  | Vị trí |
| Canadian Albums Chart | 48     |

| Quốc gia | Đơn vị | Chứng chỉ   |
| -------- | ------ | ----------- |
| Canada   | CRIA   | 2× Bạch kim |
| Đan Mạch | IFPI   | Vàng        |
| Anh      | BPI    | Bạch kim    |
| Mỹ       | RIAA   | Vàng        |